# Ziridava (chi bướm)
Ziridava là một chi bướm đêm thuộc họ Geometridae.

## Các loài
Loài gồm có:
- Ziridava asterota Prout 1958
- Ziridava baliensis Prout 1958
- Ziridava brevicellula Prout 1916
- Ziridava cedreleti Prout 1958
- Ziridava dysorga Prout 1928
- Ziridava florensis Prout 1958
- Ziridava kanshireiensis Prout 1958
- Ziridava khasiensis Prout 1958
- Ziridava leptomita Turner 1907
- Ziridava rubridisca Hampson 1891
- Ziridava rufinigra Swinhoe 1895
- Ziridava smithersi Holloway 1977
- Ziridava subaequata Prout 1929
- Ziridava subrubida Warren 1897
- Ziridava xylinaria Walker 1863